# 井阪豊光

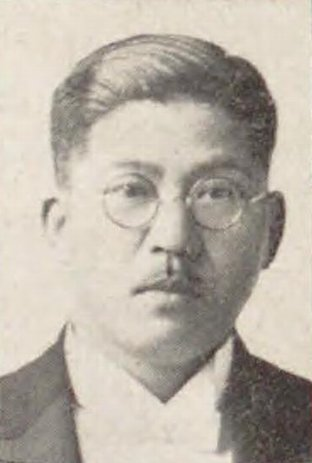
井阪豊光

井阪 豊光（いさか とよみつ、1881年（明治14年）12月9日 – 1966年（昭和41年）2月26日）は、日本の衆議院議員（立憲政友会→政友本党→立憲民政党→立憲政友会→昭和会）、外務政務次官。大阪府岸和田市長。弁護士。

## 経歴
大阪府泉南郡八木村（春木町を経て現在の岸和田市）に衆議院議員井阪光暉の長男として生まれる。1910年（明治43年）、京都帝国大学法科大学法律学科（独法）を卒業し、弁護士を開業した。
1920年（大正9年）、第14回衆議院議員総選挙に出馬し、当選。第15回、第16回と当選を重ねた。その後、岸和田市長に選出された。
1932年（昭和7年）には第18回衆議院議員総選挙で返り咲きを果たした。
1935年（昭和10年）には政友会を離脱して昭和会を結党に参加。
昭和会は第20回衆議院議員総選挙後に解散したが、第21回まで連続当選を果たした。その間、岡田内閣で外務政務次官に就任した。
戦後、大政翼賛会の推薦議員のため公職追放となる。追放解除後は政界に復帰することはなかった。
その他、財団法人寺田病院理事、尼ヶ崎城内土地株式会社監査役、水間鉄道取締役、帝国護謨製造株式会社取締役などを務めた。
1962年（昭和37年）10月、岸和田市名誉市民の称号を贈られる。